# Elatostema coriaceifolium
Elatostema coriaceifolium là loài thực vật có hoa trong họ Tầm ma. Loài này được W.T.Wang mô tả khoa học đầu tiên năm 1993.